# Oumar Sissoko
Oumar Sissoko (ur. 13 września 1987 w Montreuil) – malijski piłkarz grający na pozycji bramkarza w Racingu Besançon. Posiada także obywatelstwo francuskie.

## Kariera klubowa
Oumar Sissoko urodził się we Francji w rodzinie malijskich emigrantów. Pierwsze piłkarskie kroki stawiał w szkółce INF Clairefontaine, a jego pierwszym piłkarskim klubem został FC Metz. W 2004 roku zaczął występować w amatorskich rezerwach klubu grających w rozgrywkach CFA. W 2006 roku włączono go do kadry pierwszej drużyny. Zadebiutował w niej 4 maja 2007, a Metz uległo 1:2 na wyjeździe AC Ajaccio. Na koniec sezonu zespół Metz awansował do Ligue 1. Natomiast w 2008 roku spadł do Ligue 2.
17 czerwca 2012 roku podpisał 3-letni kontrakt z pierwszoligowym AC Ajaccio.
| Sezon   | Klub       | Kraj    | Rozgrywki | Mecze | Bramki | Rozgrywki Europy | Mecze | Bramki |
| ------- | ---------- | ------- | --------- | ----- | ------ | ---------------- | ----- | ------ |
| 2004/05 | FC Metz B  | Francja | CFA       | 3     | 0      | –                | –     | –      |
| 2005/06 | FC Metz B  | Francja | CFA       | 3     | 0      | –                | –     | –      |
| 2006/07 | FC Metz B  | Francja | CFA       | 17    | 0      | –                | –     | –      |
| 2006/07 | FC Metz    | Francja | Ligue 2   | 1     | 0      | –                | –     | –      |
| 2007/08 | FC Metz B  | Francja | CFA       | 10    | 0      | –                | –     | –      |
| 2008/09 | FC Metz    | Francja | Ligue 2   | 8     | 0      | –                | –     | –      |
| 2008/09 | FC Metz B  | Francja | CFA       | 8     | 0      | –                | –     | –      |
| 2009/10 | FC Metz    | Francja | Ligue 2   | 9     | 0      | –                | –     | –      |
| 2010/11 | FC Metz    | Francja | Ligue 2   | 7     | 0      | –                | –     | –      |
| 2011/12 | FC Metz    | Francja | Ligue 2   | 22    | 0      | –                | –     | –      |
| 2012/13 | AC Ajaccio | Francja | Ligue 1   | 0     | 0      | –                | –     | –      |
| 2013/14 | AC Ajaccio | Francja | Ligue 1   | 0     | 0      | –                | –     | –      |

Stan na: 28 maja 2013 r.

## Kariera reprezentacyjna
Sissoko w swojej karierze występował w młodzieżowych reprezentacjach Mali w kategoriach U-15, U-16, U-17 i U-19. W 2008 roku został powołany do kadry seniorskiej przez Jeana-François Jodara na Puchar Narodów Afryki 2008 i w tym samym roku zadebiutował w kadrze narodowej. Był też w kadrze Mali na Puchar Narodów Afryki 2010.